# Кебешть (Біхор)
Кебешть, Кебешті (рум. Căbești) — село у повіті Біхор в Румунії. Адміністративний центр комуни Кебешть.
Село розташоване на відстані 388 км на північний захід від Бухареста, 48 км на південний схід від Ораді, 93 км на захід від Клуж-Напоки, 142 км на північний схід від Тімішоари.

## Населення
За даними перепису населення 2002 року у селі проживали 982 особи. Рідною мовою 978 осіб (99,6%) назвали румунську.
Національний склад населення села:
| Національність | Кількість осіб | Відсоток |
| -------------- | -------------- | -------- |
| румуни         | 909            | 92,6%    |
| цигани         | 69             | 7,0%     |